# Langtoft (Lincolnshire)
Pour les articles homonymes, voir Langtoft.
Langtoft est une paroisse civile et un village du Lincolnshire, en Angleterre.